# How It's Made
How It's Made, ou O Segredo das Coisas, como é exibido no Brasil e em Portugal, é um documentário de televisão canadiano que estreou em 2001 no Discovery Channel. O programa é produzido em Quebec, Canadá, pela Indústria de Produções MAJ em temporadas desde 2004.

## Formato
O programa é um documentário que mostra como são produzidos todos os tipos de produtos (incluindo os de gênero alimentício, industriais, como os motores, instrumentos musicais, como guitarras, e esportivos, como as pranchas). A fabricação é filmada permitindo que o processo seja entendido nas mais diversas linguagens em que o programa é exibido, por exemplo, evitando mostrar um narrador por muito tempo na tela ou mostrar os empregados da empresa onde está sendo realizada a gravação. Do mesmo modo, evita-se mostrar as marcas dos produtos produzidos, exceto quando se é necessário.
Um narrador que nunca aparece explica cada parte do processo, frequentemente fazendo o uso de trocadilhos. Cada programa de trinta minutos normalmente mostra a fabricação de três ou quatro produtos, com duração de cinco minutos cada, com exceção de processos mais complexos.
O programa possui atualmente 32 temporadas.

## Idiomas
As fábricas mostradas no programa e os letreiros, marcas e outros elementos textuais são todos em francês, devido ao foco do programa ser os canadenses e franceses. O script do narrador também é francês, e traduzido para outras línguas quando necessário.
O programa é exibido em inglês no Discovery Channel Canadá e Discovery Civilization Channel, e na França no canal Ztélé. O programa é exibido no estrangeiro, por exemplo, nos Estados Unidos (no The Science Channel e Discovery Channel), no Reino Unido (no Discovery Channel Reino Unido e Discovery Science), na Itália (no Discovery Science I), na Noruega (traduzido para o norueguês no Discovery Channel e Discovery Science) e na Polónia (traduzido para o polaco no Discovery Channel Polónia e Discovery Science Polônia). Em Portugal é transmitido pelo Discovery Channel e narrado pelo actor britânico Tony Hirst. Em alemão é exibido no canal de TV DMAX com o título So wird's gematch. O programa é também apresentado com vários outros títulos, tais como O Segredo das Coisas em português, Así se hace em espanhol, Comment c'est fait em francês, Jak to jest zrobione em polaco, Hogyan készült em húngaro, Cum se fabrică em romeno, Come è fatto em italiano, Как это работает em russo, Hvordan den lages em norueguês e Miten se tehtiin em finlandês.

## Disponibilidade
Atualmente a série não é disponibilizada para comercialização no Brasil. Em Portugal é possível adquirir o DVD através de lojas virtuais, embora ainda assim a versão dublada em português ou com legendas em português não esteja disponível.